# フメットロジカ
フメットロジカ (Fumettologica) は、漫画を専門的に取り扱うイタリアのウェブサイトで、ニュース、レビュー、オピニオン、作者へのインタビューを提供している。

## 歴史
このサイトは、2013年10月22日にミラノのサクロ・クオーレ・カトリック大学の教授であるマッテオ・ステファネッリと、Shockdomのオーナーであるルチオ・スタイヤーノによって設立された。ステファネッリはサイトの運営も行っている。
「イタリアで最も重要な漫画専門サイト」と呼ばれており、『フィガロ』などの国際的なメディアで記事が引用されている。